# Chiquitania
Chiquitania ou Los Llanos de Chiquitos é uma vasta planície da América do Sul localizado na zona de transição entre o Chaco ecotónica e Amazonas.

## Localização
Chiquitania estão presentes no extremo sudeste da Bolívia, cobrindo grande parte do departamento de Santa Cruz (ver Chiquitos Departamento e Guarayos). Os limites do norte da Chiquitania correspondem aproximadamente a latitude 17 ° 30 'S e do sul  de 20 ° S até os limites orientais, coincidindo com a grande depressão do Pantanal do Rio Paraguai.

## Clima
Apesar da latitudes tropicais a região goza de um clima relativamente suave efeito de troca constante de massas de ar muito quente a partir das massas de ar equatoriais norte e frio da Antártida para o sul.
O encontro das frentes quentes e frias, ocasionam frequentemente a existência de tempestades em tempos de mudança sazonal, estas tempestades são acompanhadas por fortes chuvas, especialmente nas fronteiras leste e oeste da região. O regime de chuvas varia consideravelmente de norte a sul, que é a média anual de 1.050 mm no norte e pouco mais de 600 mm no sul da região.

## Fauna e Flora

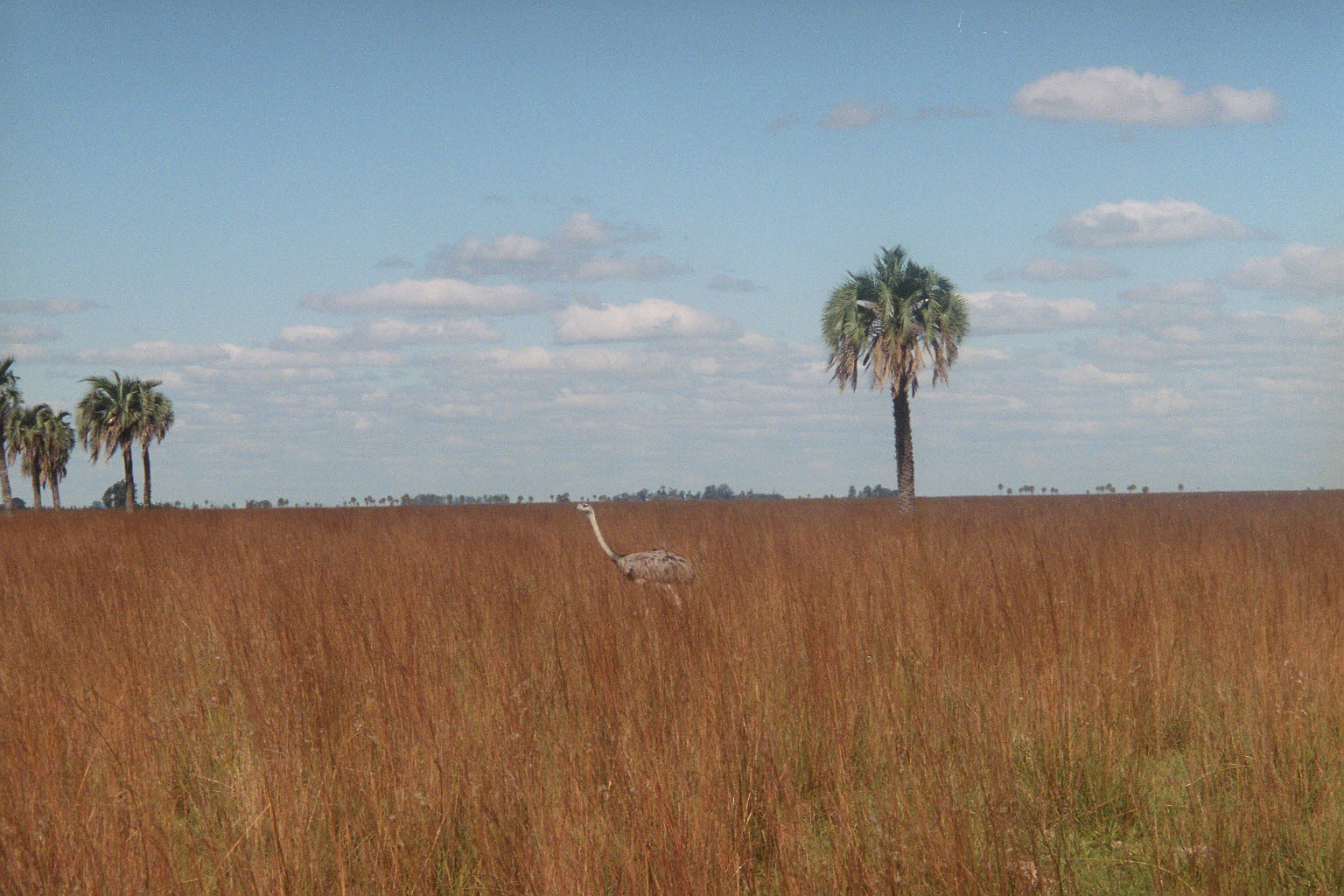
Mercedes Cossio 2

A maioria da Chiquitania tem uma flora muito semelhantes às de outras regiões do Chaco ou seja, uma área com espécies arbustivas abundantes de madeiras de lei e arbustos espinhosos e campos espalhados ondesão encontrados as  variedades de palmeiras. No entanto, o norte da Chiquitania, é especialmente formando por matas ciliares ao longo das margens e várzeas dos afluentes principais da Amazônia.
Na fauna os principais expoentes são jaguar (animal bioma focal), pumas, queixadas, antas, jaguatiricas, lobo-guará, o jaguarundi, o aguarachay, como guazuncho veados, cervos do pântano, em áreas várzea são encontradas as ema, nos rios e pântanos, capivaras, jacarés e lontras gigantes.